# Cas Anvar
Cas Anvar (Regina, 19 marzo 1966) è un attore canadese, noto principalmente per aver interpretato Dody Al-Fayed nel film Diana - La storia segreta di Lady D e Alex Kamal nella serie tv The Expanse.

## Biografia
Cas Anvar è nato a Regina in Canada da genitori iraniani, ha frequentato la Beaconsfield High dove ha studiato scienze applicate, e successivamente psicologia alla McGill University; poi si è iscritto ai corsi triennali del National Theatre School a Montréal dove si è diplomato in teatro nel 1989; è fondatore e direttore artistico della compagnia teatrale Repercussion Theatre; l'attore vive a Los Angeles, non è sposato, non ha figli e parla tre lingue, inglese, francese e farsi.
Nell'estate del 2020, numerose donne hanno dichiarato su diversi social media di essere state molestate sessualmente da Cas Anvar. La casa di produzione Alcon Entertainment, che realizza la serie The Expanse in cui è impegnato, ha annunciato una investigazione indipendente.

## Carriera
Dopo aver fatto molta gavetta in molte produzioni teatrali canadesi, Anvar ha poi cominciato a lavorare in molte produzioni cinematografiche canadesi e statunitensi sempre in ruoli di supporto; nel 2003 ha un ruolo importante nel film L'inventore di favole accanto a Hayden Christensen, e sempre in quell'anno lavora nel film di fantascienza Timeline - Ai confini del tempo con Paul Walker; l'anno successivo appare in un piccolo ruolo nel film The Terminal con Tom Hanks; seguono poi piccolissimi ruoli in film come Punisher - Zona di guerra (2008) con Ray Stevenson e Transformers - La vendetta del caduto (2009) con Shia LaBeouf, mentre nel 2011 recita nel film Source Code; nel 2012 appare in un cameo nel film Argo accanto a Ben Affleck, mentre nel 2013 ha recitato come co-protagonista nel film Diana - La storia segreta di Lady D accanto a Naomi Watts dove interpreta Dodi Al-Fayed.

## Filmografia

### Cinema
- Afterglow, regia di Alan Rudolph (1997)
- L'inventore di favole (Shattered Glass), regia di Billy Ray (2003)
- Timeline - Ai confini del tempo (Timeline), regia di Richard Donner (2003)
- The Terminal, regia di Steven Spielberg (2004)
- Last Exit, regia di John Fawcett (2006)
- Punisher - Zona di guerra (Punisher: War Zone), regia di Lexi Alexander (2008)
- Transformers - La vendetta del caduto (Transformers 2: Revenge of the Fallen), regia di Michael Bay (2009)
- Source Code, regia di Duncan Jones (2011)
- Argo, regia di Ben Affleck (2012)
- Diana - La storia segreta di Lady D (Diana), regia di Oliver Hirschbiegel (2013)
- The Vatican Tapes, regia di Mark Neveldine (2015)
- Room, regia di Lenny Abrahamson (2015)
- The Lie - La bugia (The Lie), regia di Veena Cabreros Sud (2018)
- The Operative - Sotto copertura (The Operative), regia di Yuval Adler (2019)

### Televisione
- La figlia del maharajah (The Maharaja's Daughter) – miniserie TV, episodi 1x01-1x02 (1994)
- Nikita – serie TV, episodio 2x16 (1998)
- Hai paura del buio? (Are You Afraid of the Dark?) – serie TV, episodio 7x11 (2000)
- Largo Winch – serie TV, episodio 1x02 (2001)
- Il sesso secondo Josh (Naked Josh) – serie TV, episodio 1x02 (2004)
- La vendetta di Diane (False Pretenses), regia di Jason Hreno – film TV (2004)
- Medium – serie TV, episodio 1x15 (2005)
- E-Ring – serie TV, episodio 1x20 (2006)
- The Unit – serie TV, episodio 1x06 (2006)
- NCIS - Unità anticrimine (NCIS: Naval Criminal Investigative Service) – serie TV, episodio 4x12 (2007)
- La piccola moschea nella prateria (Little Mosque on the Prairie) – serie TV, episodio 2x16 (2008)
- Boston Legal – serie TV, episodio 5x02 (2008)
- 24 – serie TV, episodio 7x13 (2009)
- Lost – serie TV, episodio 6x06 (2010)
- In Plain Sight - Protezione testimoni (In Plain Sight) – serie TV, episodio 4x08 (2011)
- Neverland - La vera storia di Peter Pan (Neverland) – miniserie TV, 2 episodi (2011)
- Leverage - Consulenze illegali (Leverage) – serie TV, episodio 4x11 (2011)
- Last Resort – serie TV, episodio 1x09 (2012)
- Major Crimes – serie TV, episodio 1x10 (2013)
- NCIS: Los Angeles – serie TV, episodio 4x16 (2013)
- Intelligence – serie TV, episodio 1x02 (2014)
- Castle – serie TV, episodio 6x15 (2014)
- Perception – serie TV, episodio 3x13 (2015)
- The Expanse – serie TV (2015-2021)
- Criminal Minds: Beyond Borders – serie TV, episodio 1x09 (2016)
- The Strain – serie TV, 10 episodi (2016-2017)
- Doubt - L'arte del dubbio (Doubt) – serie TV, episodio 1x07 (2017)
- Star Trek Continues – serie web, episodi 1x10-1x11 (2017)

## Doppiatori italiani
Nelle versioni in italiano delle opere in cui ha recitato, Cas Anvar è stato doppiato da:
- Franco Mannella in Neverland - La vera storia di Peter Pan, Leverage - Consulenze illegali, Room, Le regole del delitto perfetto
- Alberto Angrisano in NCIS: Los Angeles, Criminal Minds: Beyond Borders
- Massimo Rossi in L'inventore di favole
- Sergio Lucchetti in Lost
- Achille D'Aniello in NCIS - Unità antictimine
- Sergio Luzi in 24
- Danilo De Girolamo in Source Code
- Alessandro Ballico in Major Crimes
- Stefano Santerini in Castle
- Davide Marzi in Perception
- Stefano Alessandroni in The Expanse
- Francesco Bulckaen in The Strain (st. 3)
- Francesco Pezzulli in The Strain (st. 4)
- Guido Di Naccio in Doubt - L'arte del dubbio
- Marcello Cortese in The Lie - La bugia
- Pasquale Anselmo in FBI: International